# Magnus Larsson Elmelin
Magnus Larsson Elmelin, född 4 september 1815 i Älmeboda socken, död 20 juni 1883, var en svensk orgelbyggare och präst.

## Biografi
Magnus Larsson Elmelin föddes 4 september 1815 i Älmeboda socken. Han var son till rusthållaren Lars Gudmundsson och Ingeborg Svensdotter. Elmelin vigdes till präst 1844. Han blev 1860 komminister i Stockaryds församling. Han gifte sig med Hedda Emilia Wahlgren (född 1823). Elmelin avled 20 juni 1883.

## Orgelverk
| År   | Ursprunglig kyrka | Stift | Bild | Manualer | Pedal | Stämmor | Bevarad orgel/fasad | Övrigt                                                               |
| ---- | ----------------- | ----- | ---- | -------- | ----- | ------- | ------------------- | -------------------------------------------------------------------- |
| 1850 | Härlunda kyrka    | Växjö |      |          |       | 8       | Nej/Ja              | En ny orgel byggdes 1920 av Walcker Orgelbau, Ludwigsburg, Tyskland. |
| 1857 | Stockaryds kyrka  | Växjö |      |          |       | 3       | Nej/Nej             | En ny orgel byggdes 1908 av Emil Wirell, Växjö.                      |